# Aega megalops
Aega megalops is een pissebed uit de familie Aegidae. De wetenschappelijke naam van de soort is voor het eerst geldig gepubliceerd in 1886 door Norman & Stebbing.